# Karl Gützlaff
Karl Friedrich August Gützlaff (Pyritz, 8 de julho de 1803 – Hong Kong, 9 de agosto de 1851), anglicizado como Charles Gutzlaff, foi um missionário alemão no extremo oriente, notável como um dos primeiros missionários protestantes em Bangkok, Tailândia (1828) e na Coreia do Sul (1832). Ele escreveu "Jornal das Três Viagens" além de "Costa da China" em 1831, 1832 e 1833, com anúncios de Sião, Coreia, e das Ilhas Loochoo (1834). Ele serviu como intérprete para missões diplomáticas inglesas durante a Primeira Guerra do Ópio. Gutzlaff foi um dos primeiros missionários protestantes na China que vestiu roupas chinesas. Gutzlaff Street em Hong Kong foi nomeada depois dele.

## Vida
Nascido em Pyritz (atualmente Pyrzyce), Pomerania, ele foi aprendiz de um seleiro em Stettin, mas foi capaz de garantir a admissão para o Pädagogium em Halle, e se associou com o Instituto Janike em Berlim.
A Sociedade Missionária da Holanda o enviou para Java em 1826, onde ele aprendeu Chinês. Gutzlaff saiu da sociedade em 1828, e foi primeiro para Singapura, depois para Bangkok com Jacob Tomlin da Sociedade Missionária de Londres, onde ele trabalhou na tradução da Bíblia para Tailandês. Fez uma breve viagem para Singapura em dezembro de 1829, onde se casou com a única missionária inglesa, Maria Newell. Os dois retornaram para Bangkok em fevereiro de 1830, onde trabalharam em um dicionário de Língua khmer e Lao. Antes do trabalho ser completado, Maria morreu no parto, deixando uma herança considerável. Gutzlaff se casou de novo, dessa vez com Mary Wanstall, em 1834. O segunda Senhora Gutzlaff dirigiu uma escola e uma casa para cegos em Macau. Ela morreu em 1849 em Singapura, onde foi enterrada. O terceiro casamento de Gutzlaff foi com Dorothy Gabriel na Inglaterra em 1850.

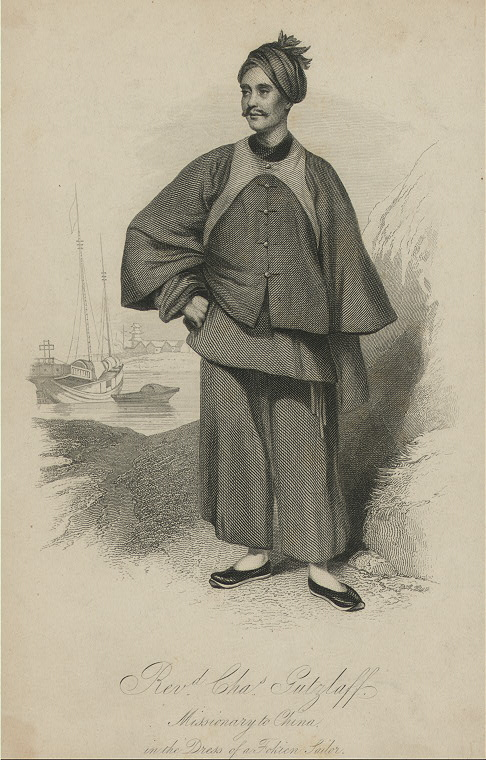
Gützlaff em traje Fujian

Em Macau, e depois em Hong Kong, Gutzlaff trabalhou numa tradução chinesa da Bíblia, publicou uma revista em chinês, Eastern Western Monthly Magazine e escreveu livros em chinês sobre assuntos práticos. Em 1834 ele publicou o Jornal das Três Viagens além da Costa da China em 1831, 1832 e 1833. Ao longo do caminho ele distribuiu folhetos que foram preparados por outro missionário pioneiro na China, Robert Morrison. No final de 1833, ele atuou como intérprete cantonês do naturalista George Bennett em sua visita a Cantão.
Ele também apoiou o uso da violência contra o povo chinês para ajudar na missão/outros esforços ocidentais na China. Gützlaff disse: "quando um oponente apoia seu argumento com força física [os chineses] podem ficar agachados, gentis e até mesmo bondosos."
Em 1939, se tornou membro da American Philosophical Society.
Em 1840, Gützlaff (sob o nome anglicizado Charles Gutzlaff) tornou-se parte de um grupo de quatro pessoas (com Walter Henry Medhurst, Elijah Coleman Bridgman, e John Robert Morrison) que cooperaram para traduzir a Bíblia para chinês. A tradução da parte hebraica foi feita quase inteiramente por Gutzlaff, com a exceção do Pentateuco e do livro de Josué, as quais foram feitos pelo grupo coletivamente. Essa tradução, terminada em 1847, é bem conhecida devida a sua adoção pelo líder e revolucionário camponês Hong Xiuquan do movimento Taipingtianguo (que iniciou a Rebelião Taiping) como algumas das primeiras doutrinas de renome da organização. Essa tradução bíblica foi uma versão (em High Wen-li, Traditional Chinese: 深文理) correta e fiel ao original.
Nos anos 1830, Gutzlaff foi convencido por William Jardine da Jardine, Matheson & Co. a interpretar para seus capitães de navios na época do contrabando de ópio na costa, com a certeza que isso iria permiti-lo de juntar mais convertidos. Ele foi intérprete do plenipotenciário britânico nas negociações durante a Primeira Guerra do Ópio de 1839-1842, e então magistrado em Ningbo e Zhoushan. Ele foi nomeado o primeiro secretário chinês assistente da nova colônia de Hong Kong em 1842 e foi promovido a secretário chinês em agosto do ano seguinte. Em resposta a falta de vontade do Governo Chinês de permitir estrangeiros no interior, ele fundou uma escola para "missionários nativos" em 1844 e treinou quase cinquenta chineses nos primeiros quatro anos.
Contudo, as ideias de Gutzlaff ultrapassaram suas habilidades administrativas. Ele acabou sendo vítima dos seus próprios missionários nativos, que lhe relataram brilhantes conversões e Novos Testamentos vendidos. Enquanto alguns dos missionários nativos de Gutzlaff foram genuinamente convertidos, outros eram viciados em ópio e nunca viajaram para os lugares que alegavam. Ansiosos por dinheiro fácil, eles simplesmente fizeram o relatório das conversões e pegaram os Novo Testamentos que Gutzlaff providenciou e venderam os livros de voltapara o impressor que os revendeu para Gützlaff. O escândalo estourou enquanto Gützlaff estava na Europa em uma viagem de arrecadação de fundos.
Abalado pela exposição da fraude, Gutzlaff morreu em Hong Kong em 1851, deixando uma fortuna de £ 30.000.
A Sociedade de Evangelização Chinesa, criada por ele, sobreviveu para enviar Hudson Taylor para a China, que fundou a bem sucedida "China Inland Mission". Taylor apelidou Gutzlaff como o avô da "China Inland Mission".

### Sociedade para a Difusão do Conhecimento útil na China
Em 29 de novembro de 1834, Gützlaff se tornou um membro da recentemente formada "Sociedade para a Difusão do Conhecimento útil na China". Os membros da comissão representavam uma grande parte da comunidade empresarial e missionária em Canton: James Matheson (Chairman), David Olyphant, William Wetmore, James Innes, Thomas Fox, Elijah Coleman Bridgman, e John Robert Morrison. John Francis Davis, naquela época chefe superintendente do Comércio Inglês na China, foi feito um membro honorário.

### Influências
A escrita de Gutzlaff influenciou Dr. Livingstone e até Karl Marx. David Livingstone leu "Apelo para as Igrejas da Grã-Bretanha e norte-americanos em nome da China" de Gutzlaff e decidiu se tornar um médico missionário. Contudo, isso foi em 1840, e o surto da Primeira Guerra do Ópio deixou a China muito perigosa para estrangeiros. Então a Sociedade Missionária de Londres o enviou para África, onde (em 1871) Henry Morton Stanley iria achá-lo trabalhando duro em Ujiji, Tanzania.
Enquanto Gutzlaff estava arrecadando fundos na Europa em 1850, Karl Marx foi para Londres para escutá-lo. Ele também leu muitos escritos de Gutzlaff, que viraram fontes para os artigos de Karl Marx sobre a China para o "London Times" e o "New York Daily Tribune" nas décadas de 1840 e 1850, todos os quais são anti-imperialistas e antirreligiosos.

## Trabalhos

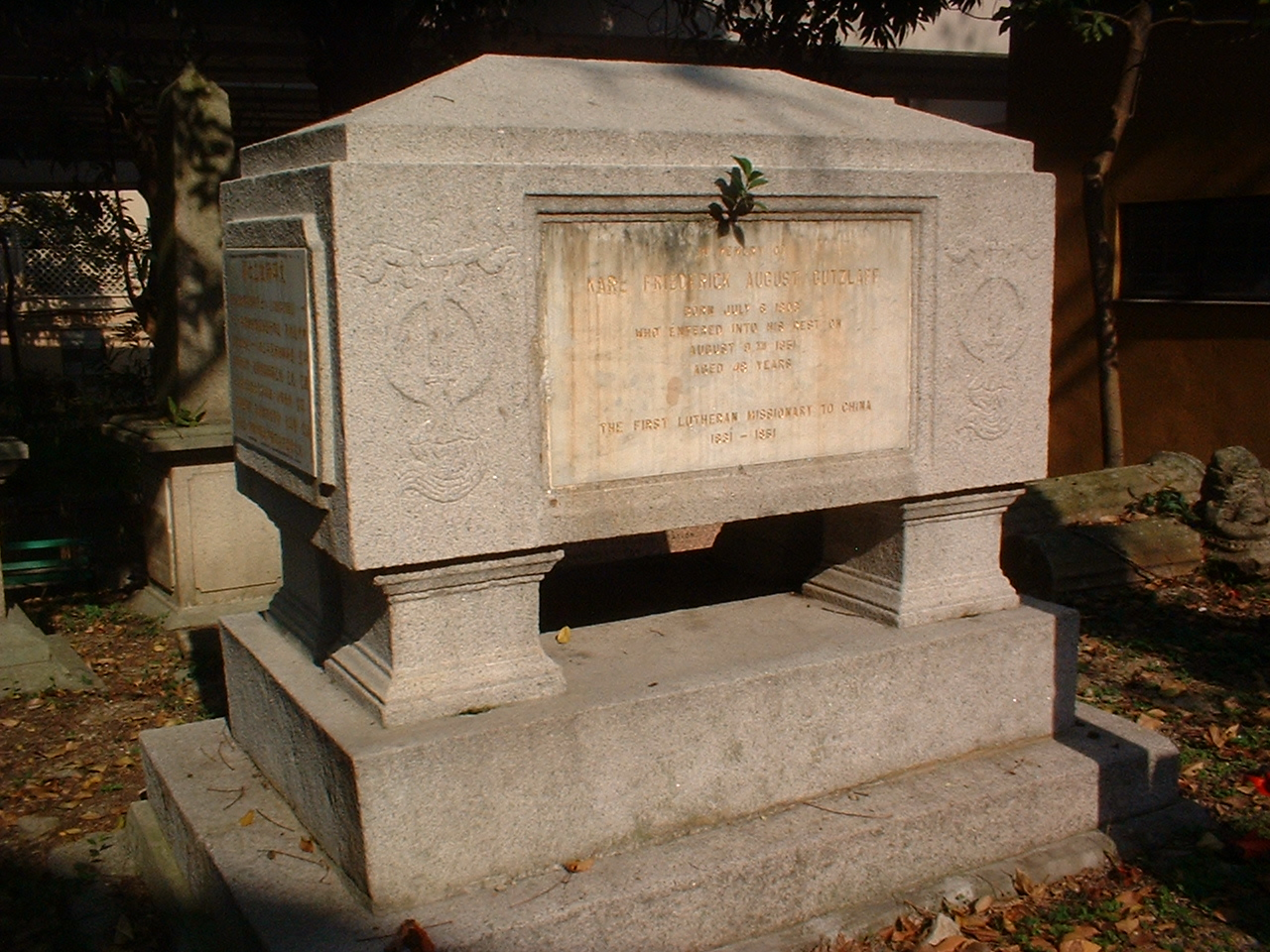
Túmulo de Gutzlaff no Cemitério de Hong Kong (Hong Kong Cemetery);.

- Karl Friedrich A. Gützlaff (1840). Journal of Three Voyages Along the Coast of China, in 1831, 1832 and 1833 With Notices of Siam, Corea, and the Loo-Choo Islands. [S.l.: s.n.]
- A Sketch of Chinese History, Ancient and Modern (London, 1834, German version in 1847), Volume One, Volume Two
- Karl Friedrich A. Gützlaff (1838). China Opened; or, A Display of the Topography, History ... etc. of the Chinese Empire, revised by A. Reed. [S.l.: s.n.] Volume One
- China Opened; Or, A Display of the Topography, History, Customs, Manners, Arts, Manufactures, Commerce, Literature, Religion, Jurisprudence, etc. of the Chinese Empire. London: Smith, Elder & Co. 1838 Volume Two
- Life of Taou-Kwang, Late Emperor of China. London: Smith, Elder & Co. 1852

## Outras leituras
- Endacott, G. B. (2005) [1962]. A biographical sketch-book of early Hong Kong. Hong Kong University Press. ISBN 978-962-209-742-1.